# 리미널리티
인류학에서 리미널리티(liminality,라틴어로 문턱을 뜻하는 līmen에서 유래)는 통과의례의 중간 단계에서 발생하는 모호성 또는 방향감각 상실의 성질이다. 참여자가 더 이상 의식 전 상태를 유지하지 않지만, 의식이 완료되었을 때 보유할 상태로의 전환을 시작하지 않은 경우를 뜻한다. 의식의 임계 단계 동안, 참여자들은 그들의 정체성, 시간, 또는 공동체를 구성하는 이전의 방법들 그리고 의식을 완성하는 새로운 방법들 사이에 있는 "문턱에 서 있다".
리미널리티의 개념은 20세기 초에 민속학자 아놀드 반 헤네프(Arnold van Gennep)에 의해 처음 개발되었고 나중에 빅터 터너(Victor Turner)에 의해 채택되었다. 더 최근에는, 용어의 사용이 의례뿐만 아니라 정치적, 문화적 변화를 묘사하는 데까지 넓어지고 있다. 모든 종류의 임계 기간 동안, 사회적 계층구조는 역전되거나 일시적으로 해체될 수 있으며, 전통의 연속성이 불확실해질 수 있으며, 한때 당연하게 여겨지던 미래는 미심쩍게 여겨진다. 임계 기간 동안의 질서의 해체는 유동적이고 다루기 쉬운 상황을 만들어 새로운 제도와 관습을 확립할 수 있게 한다. 이 용어는 대중적인 용어로도 전해져 탈공업 사회와 더 관련이 있는 리미노이드(역치성) 경험을 포함하도록 확장되었다.
쉽게 표현하자면, 리미널리티는 “이전엔 무엇이었는가”와 “다음엔 어떻게 될 것인가”의 중간 지점이다.

## 통과 의례

### 아놀드 반 게네프
'리미널리티'이라는 용어를 만든 반 게네프는 1909년 Rites de Passage(통과의례)를 출판했는데, 이 작품은 소규모 사회의 의례적인 맥락에서 리미널리티의 개념을 탐구, 발전시킨 작품이다. 반 게네프는 이 책의 시작에서, 의례의 다양한 범주를 구별한다. 그는 개인 혹은 사회 집단의 지위의 변화를 초래하는 것과, 시간의 흐름에서 이행(移行)이 나타나는 것을 구별했다. 그렇게 함으로써, 그는 특히 통과의례에 중점을 두었고, "이러한 의식들은 삶의 순환이나 자연의 순환을 통해 개인 또는 집단의 통로를 표시하고, 돕거나, 축하하는 것이다. 그것은 모든 문화에 존재하며, 특정한 3요소의 순차적 구조를 공유한다"고 주장했다.
반 게네프에 의해 확립된 이 세 가지 구조는 다음과 같은 구성 요소로 이루어져 있다.
- 예비 의례 (또는 분리 의식) : 이 단계는 은유적인 "죽음"을 포함하는데, 시작은 이전의 관행과 일상을 깨뜨림으로써 무언가를 두고 가도록 강요되는 것이기 때문이다.
- 임계 의례 (또는 과도기 의식) : 이런 의식에 있어서 두 가지 특성이 필수적이다. 첫째, 의식은 "엄격하게 규정된 순서를 따라야 하며, 여기서 모든 이가 무엇을 어떻게 해야 하는지 알고 있다." 둘째, 모든 것은 "의례의 주인의 권위 아래에서" 이루어져야 한다. 이 중간 단계(전환이 일어날 때)는 "두 단계 사이의 경계를 표시하는 문턱을 실제로 통과하는 것을 의미하며, 이 구간의 특징을 나타내기 위해 '리미널리티'라는 용어가 도입되었다."
- 식후 의례 (또는 통합 의식): 이 단계 동안, 그 입문자는 "새로운" 존재로서 새로운 정체성으로 사회에 재통합된다. 이 의식의 파괴적인 특성은 입문자의 정체성에 상당한 변화가 일어나도록 한다.

터너는 "문화적으로 정의 된 한 상태 또는 지위에서 다른 상태로의 통과의 세 단계 ... 예비, 임계, 식후"라는 명명법을 확립했다.
이 구조적인 틀을 넘어, 반 헤네프는 또한 문화와 사회에 걸쳐 보편적으로 나타나는 의식의 네 가지 범주를 제안했다. 그는 민족지학적으로 많은 사람들 사이에서 복제 가능하고 인식할 수 있는 네 가지 유형의 사회적 통과의례가 있다고 주장했다. 여기에는 다음과 같은 것들이 포함된다.
- 한 지위에서 다른 지위로의 인사 이동, 외부인을 그룹으로 불러들이는 취임식. 외부인의 신분에서 내부인으로 옮기는 결혼식과 입문식이 이에 해당한다.

- 주택 이사, 신도시 이전 등 한 곳에서 다른 곳으로의 통행

- 대학 입학, 새 직장에 취직, 고등학교 또는 대학교 졸업 등 한 가지 상황에서 다른 단계로 넘어가는 통행.

- 새해맞이, 생일 등 시간의 흐름

반 헤네프는 입문 의식이 가장 전형적인 의식이라고 생각했다. 리미널 상황의 "셋으로 나누어진 구조"를 더 잘 이해하기 위해, 특정한 입문 의식, 즉 터너가 가장 전형적인 의식으로 여겼던 청소년들의 성년기 시작 의식을 살펴볼 수 있다. 그런 통과의례에서 경험은 매우 체계적이다. 1단계(분리)는 아이가 가족과의 이별을 겪어야 하는데, 어린 시절의 '죽음'이 수반된다. 어린 시절은 사실상 뒤에 남겨지기 때문이다. 두 번째 단계에서, 입문자(성인과 어린이 사이)는 그들이 성인이 될 준비가 되었다는 것을 증명하기 위해 "시험"를 통과해야 한다. 만약 그들이 성공한다면, 3단계(결합의례)에서는 성인의 "새로운 탄생"을 축하하고 사회로 돌아오는 것을 환영한다.
이 세 부분으로 된 순서를 구성함으로써, 반 헤네프는 그가 모든 의식의 단계에 내재되어 있다고 믿는 패턴을 알아냈다. 반 헤네프는 그러한 일련의 순서가 보편적이라고 주장함으로써(모든 사회가 변화를 구분하기 위해 의식을 사용한다는 의미) 중요한 주장을 했다.(많은 인류학자들이 보편성을 회피하면서 문화 다양성을 보여주는 경향이 있기 때문에, 일반적으로 잘 하지 않는 주장이다.).
인류학적 의식, 특히 통과의례는 참가자들에게, 특히 그들의 사회적 지위에 약간의 변화를 수반한다. '제1단계(분리)'에서는, 사회 구조의 이전 고정지점으로부터 개인의 분리를 나타내는 상징적 행동을 포함한다. 따라서 그들의 지위는 리미널하게 된다. 그러한 리미널 상황에서, "초심자들은 보통의, 일상적 환경 밖에서 살게되며 종종 고통의 행동을 수반하는 일련의 의식을 통해, 그들 자신과 현존하는 사회 질서에 의문을 갖게 된다: 초심자들은 이름 없고, 공간적으로 탈구되고, 사회적으로 구조화되지 않은 느낌을 받게 된다." 이런 의미에서, 리미널 기간은 "파괴적"일 뿐만 아니라 "건설적"이다. 그것은 "리미널리티 동안의 형성적 경험들은, 초심자들(과 그들의 집단)이 재통합 의식 중에 공개되는 새로운 사회적 역할이나 지위를 차지하기 위한 준비를 하게 할 것"을 의미한다.

### 빅터 터너
"리미널리티의 중요성을 재발견했다"는 평가를 받는 터너는 1963년에 반 헤네프의 저작을 처음 접하게 되었다. 1967년, 그는 책 "상징의 숲"을 출판했는데, 그 책에는 "Betwixt and Between: 통과의례의 리미널 시기"가 포함되어 있다. 터너의 저작 내에서, 리미널리티는 소규모 사회의 의식 통로에 대한 좁은 의미의 적용에서 벗어나기 시작했다. 잠비아의 은뎀부족들 사이에서 그의 현장 조사를 수행하면서 그가 완성한 다양한 작품들 중에서, 그는 부족과 부족이 아닌 사회들 사이에 수많은 연결을 만들었다. "그는 은뎀부족들에 대해 주장한 것이 특정 민족지학적 맥락 너머의 관련성을 가지고 있다는 것을 감지한다." 그는 리미널리티가 "...중간적인 기간의 중요성을 인식하는데 사용될 뿐만 아니라, 리미널리티가 그 성격을 형성하는 방식, 갑작스러운 대행인의 전경, 때로는 극적인 사고와 경험의 결합에 대한 인간의 반응을 이해하는 데 도움이 되었다."고 알게되었다.
리미널리티 또는 리미널 페르소나("임계인")의 속성은 필연적으로 모호하다. 정체성의 감각은 어느 정도 분해되어 방향감각을 상실하지만 새로운 관점의 가능성도 불러온다. 터너는 만약 리미널리티가 정상적인 사회 행동 방식에서 탈퇴하는 시간과 장소로 간주된다면, 잠재적으로 그것이 발생하는 문화의 중심적 가치와 공리에 대한 조사 기간인 것으로 볼 수 있다고 주장한다.—생각, 자기 이해 및 행동의 정상적인 한계가 풀리는 곳. 이러한 상황 아래에서 "바로 그 사회의 구조는 일시적으로 정지된다".
터너에 따르면, 모든 리미널리티는 결국 해체되어 사라져야 한다. 왜냐하면 그것은 그것을 안정시키기 위한 어떤 구조 없이는 오랫동안 존재할 수 없는 매우 엄청난 강도의 상태이기 때문이다….이때 개인들이 주변 사회구조로 되돌아오거나… 또는 다른 리미널공동체들은 그들 자신의 내부 사회구조를 발전시키거나 한다. 이는 터너가 '규범적 공동체'라고 부르는 상태이다.'.
터너는 또한 같은 한계적 경험이나 의식을 경험하는 집단들 사이에 연관된 동지애의 감정인 커뮤니타스의 아이디어에 대해 연구했다. 터너는 세 가지로 구별되지만 항상 순차적이지는 않은 형태의 코뮤니타스(communitas)를 정의했으며, 이를 "의식 형태의 임계 단계에서 위태로운 '반구조적' 상태"라고 설명했다." 첫 번째 자발적인 코뮤니타스는 "인간 정체성의 직접적이고 즉각적이며 총체적인 대립"으로 묘사되며, 이 과정에서 관련자들은 하나의 유동적인 사건에 완전히 몰입하는 느낌을 공유한다. 두 번째 형태인 이데올로기적인 코뮤니타스는 어떤 형태의 개입을 통해 자발적인 코뮤니타스의 수준에서 모든 행동이 수행될 수 있는 유토피아 사회의 형성을 목표로 한다.세 번째, 규범적인 코뮤니타스는 비교적 영구적인 기반에서 관계를 발전시키고 자발적인 코뮤니타스를 지원하려는 사회 집단을 다루며, 이를 사회의 법칙에 따르고, 인정된 동지애의 형태를 "품위를 훼손"한다.
빅터 터너의 저작은 아놀드 반 헤네프에 의해 소개된 이 개념에 관심을 돌리는 데 중요한 의미를 가진다. 그러나 터너의 리미널리티 접근법에는 두 가지 주요 단점이 있다. 첫째, 터너는 현대 세계의 특정한 특징들을 분석하기 위해 그가 만든 신조어 "리미노이드"를 선호하면서, 개념의 의미를 소규모 부족 사회의 구체적인 환경에만 국한시키고 싶어했다. 그러나 Agnes Horvath(2013)는 역사적 및 사회학적 이해를 위한 필수적 수단으로서 구체적 역사적 사건에 이 용어를 적용할 수 있고, 적용해야 한다고 주장한다. 둘째, 터너는 리미널 상황이 불확실성, 괴로움, 심지어 실존적 공포의 시기가 될 수있는 갱신 방법, 즉 공허한 심연에 직면 할 수 있다는 점에서 다소 특이하게 긍정적인 의미를 한계 상황에 내포했다.

## 유형
리미널리티는 시간적 공간적 개념이며, 개인, 집단(동일 집단, 마을), 사회 전체, 문명 전체 등 다양한 대상에 적용된다. 다음 표는 임계적 경험의 여러 차원과 주제를 요약하고 있으며, 각 카테고리별 주요 특성과 예시를 제공한다.
|                                           | 개인(Individual) | 집단(Group) | 사회(Society) |
| ----------------------------------------- | --- | --- | --- |
| 한시(Moment)                              | - 죽음, 이혼, 질병 등 한 사람의 인생에 영향을 주는 돌발 사건, 혹은 세례, 성년식과 같은 통과의례 | - 성년식, 졸업식 등 | - 침략, 자연재해, 전염병과 같이 사회 전체가 직면하면서 사회적 구분과 서열이 해체되는 돌발 사건 - 축제 - 혁명         |
| 단기(Period)                              | - 중대한 생애주기 - 사춘기 혹은 10대 | - 몇 주, 몇 달에 걸쳐 진행되는 성년식 - 집단 여행 - 대학 입학, 혹은 대학 진학 전의 1년(gap year) | - 전쟁 - 혁명기 |
| 장기(Epoch) 혹은 평생(life-span duration) | - 자의 혹은 타의로 인한 외부사회(outside society)에 있는 개인 - 수도생활 - 일부 부족사회에선 통과의례에 실패하여 위험하다고 여겨지거나 배척당한 사람 - 일부 사회에선 영원히 경계에 있는 존재인 쌍둥이 | - 종교 신도회, 윤리상의 소수자, 성소수자 - 이민자 집단 - 구문화와 신문화 - 표준조직(normal structures)의 끝에 있는 집단 : 위험하다고 인식되는 집단(예 : 펑크족), 성스럽다고 인식되는 집단(예 : 성직자) | - 장기 전쟁, 정치 불안, 지적 혼란, 리미널리티를 구조들로 병합하고 재생산함 - 영원히 지속되는 리미널리티로서의 근대성 |

다른 유의미한 변수는 개인이나 집단이 리미널리티를 경험하는 규모(scale)나 정도(degree)이다. 다시 말해, "리미널리티의 정도가 있으며 … 정도는 임계적 경험이 지속되는 구조와 비견되어 어느 정도의 중요성이나 충격을 갖는지에 좌우된다." 공간적 리미널리티와 시간적 리미널리티가 모두 영향을 받게 된다면, 임계적 경험의 강도는 증가하게 되고 "순수한 리미널리티(pure liminality)"에 접근하게 된다.

## 대규모 사회에서
임계 상황의 개념은 또한 위기나 "질서의 붕괴"를 겪고 있는 사회 전체에 적용될 수 있다. 철학자 칼 야스퍼스는 "두 개의 구조화된 세계관과 두 개의 제국 건물 사이의 중간 시기"였던 "축의 시대"라는 개념을 통해 이 아이디어에 상당한 기여를 했다. "인간은 급진적인 질문을 던지고" 삶에 대한 "의문의 여지 없는 파악이 느슨해지는" 창의성의 시대였다. 이 시기는 본질적으로 불확실성의 시기로서, 가장 중요한 것은, 전체 문명이 관련되어 있었다는 점이다. 한계 기간이 파괴적이고 건설적이라고 볼 때, 한계적 역사적 시대에서 나온 아이디어와 실천요강은 "구조의 품질을 떠맡는" 경향이 있기 때문에 매우 중요하다. 따라서 (다른 위기의 기간과 함께) 정치적 또는 사회적 혁명과 같은 사건은 임계적인 것으로 간주될 수 있다. 이는 질서의 완전한 붕괴를 초래하고 중대한 사회적 변화를 초래할 수 있기 때문이다.
대규모 사회의 리미널리티는 소규모 사회의 의식 구절에서 발견되는 리미널리티와 크게 다르다. 리미널리티의 한 가지 주요 특징은 출구뿐만 아니라 입구가 있다는 것이다. 통과 의례 단계에서, "사회 구성원들은 그들 스스로 임계 상태를 알고 있다: 그들은 조만간 그것을 떠날 것을 알고 있고, 의식 과정을 안내할 '의식의 주인ceremony masters'이 있다." 그러나 사회 전체에 영향을 미치는 임계적인 시기에는 미래(임계 기간 이후 오는 것)가 완전히 알려져 있지 않으며, 그 이전 과정을 거쳤으며 사람들을 그것에서 벗어나게 할 수 있는 "의식의 주인"은 없다. 이 경우 임계 상황이 위험할 수 있다. 그들은 "자칭 의식의 주인"의 출현을 허용하는데, 이는 리더십의 자리를 차지하고 임계성을 영속화 하려고 시도하며, 진정한 창의성의 임계 순간을 비움으로써, 그것을 모방 경쟁의 장으로 바꾼다.

## 심층심리학
융학파(Jungians)는 임계적 공간에서 자기 실현(self-realization)이라는 개성화(individuation) 과정이 발생한다고 보았다. 개성화는 페르소나 파괴, 리미널리티로 대표되는 사회화의 전형적 양식에서 벗어나는 것으로부터 시작된다. 따라서 터너(Turner)의 사회적 리미널리티 개념이 사회지위에 관련하는 것에 비하여, 융은 평생의 개성화 과정을 통하여 사람의 움직임을 위해 이뤄진다. 방향상실(disorientation)로부터 통합(integration)에 이르기까지 개성화는 임계적 공간과 시간을 통해 이뤄지는 움직임으로 보일 수 있다. 리미널리티의 어두운 부분에서 발생하는 것은 파괴의 과정이다. 한 사람의 의미, 목적, 연대의 감각을 다시 한번 온전한 것으로 만들려는 목적이다. 전형적인 인물로서,  트릭스터(trickster)는 리미널 상태의 상징이자 재생력의 원천으로서 영원한 접속성의 상태인 것이다.
융학파 기반의 분석심리학은 또한 리미널리티 개념에 깊게 뿌리를 두고 있다. 심리치료 의례 과정에서의 주요 역할은 용기(container)나 그릇(vessel)이라는 개념으로 주목을 받았으며, 칼 융(Carl Jung)의 목적은 '성역(temenos)', '마술원(magic circle)', '그릇'이라고 부른 공간을 제공하는 것이었다. 여기서 환자 증상 안에 내재한 변형은 발생하도록 둔다.
그러나 다른 심층심리학(depth psychology) 분야에서는 유사한 과정에 대해 다룬다. 칼 로저스(Carl Rogers)는 치료사들이 언급한, 마지막에 내담자와 치료사가 마치 깊은 우물이나 터널로에서부터 발생하는 관계에서 발생하는 트랜스(trance)와 유사한 느낌인 '이 세계 밖 본질(the 'out-of-this-world' quality)'에 대하여 설명한다. 프랑스 심층심리학은 뤼스 이리가레(Luce Irigaray)가 중요하게 언급한 '중간지대(intermediate space)', '배척된 중간(excluded middle)', '사이(between)'에 대하여 심리분석 환경이 이러한 것들을 열고 단련하는 방식에 대하여 이야기한다. 매리온 밀너(Marion Milner)는 시간적 공간적 틀도 정신분석 기한의 특별한 현실, 그 안에 있는 현실을 구분짓는다고 본다.
그러나 융학파는 임계적 느낌을 위한 시간, 공간, 장소를 긍정할 필요성에 대하여 두드러지게 강조하였다. 또한 관련된 위험성에 대하여서도 강조하였다. "두 가지 실수가 있다. 우리는 삶에 의례 공간(ritual space)을 전혀 허용하지 않거나, 그 안에 너무 오래동안 머무른다." 사실 융의 심리학 그 자체가 "사회구조(social structure)로 돌아올 필요가 없는 '영원한 리미널리티(permanent liminality)'의 형태"로 설명된다.

## 일반적인 용례

### 의식
의식의 맥락에서, 리미널리티는 자연적으로 발생할 수 있는 상황들과는 대조적으로 인위적으로 생산되고 있다. 간단한 예시로, 대학 졸업식에서, 최종 단계는 졸업장을 받는 시점과 마지막 과제가 끝난 시간(그리고 졸업이 보장된 시간) 사이의 기간을 포함하도록 실제로 확장될 수 있다. 그 무인지대가 리미널리티와 관련된 고성소를 상징한다. 대학 수료를 위한 과제 성취 스트레스는 해소되었지만, 개인은 아직 삶의 새로운 단계로 나아가지 못했다. 그 결과, 이전에 무엇이 일어났고, 다음에 무엇이 올지에 대한 독특한 관점이 생긴다.
그것은 커플이 약혼하고 결혼 사이의 기간 또는 죽음과 매장 사이의 기간을 포함할 수 있고, 그 기간들은 각각의 문화들이 전통의식을 지켜왔을 수도 있다. 심지어 성적으로 자유로운 문화들도 약혼한 배우자가 이 시기에 다른 사람과 성관계를 갖는 것을 강력히 반대할 수 있다. 청혼을 시작할 때 질문과 답변 사이에는, 양쪽 당사자의 사회적 합의의 변형과 반전의 대상이 되는 임계 단계가 있다. 즉, 긍정이나 부정이 여러 가지 다양한 결과를 초래할 수 있도록하는 일종의 "인생 단계의 고성소"인 것이다.
Getz는 계획된 이벤트 경험을 논의할 때 임계/리미노이드 영역에 대한 해설을 제공한다. 그는 이벤트의 임계 구역을 "시간 밖의 시간: 특별한 장소"의 생성이라고 부른다. 그는 이 임계 구역이 성공적인 행사(예: 의식, 콘서트, 회의 등)를 계획할 때 공간적, 시간적, 그리고 필수적이라고 한다.

### 시간
리미널리티의 시간적 차원은 순간(급작스러운 사건), 기간(주, 월 또는 년), 시대(수십, 세대, 심지어 수세기)와 관련될 수 있다.

#### 예시
황혼은 낮과 밤 사이에 리미널 시간으로 작용하며, 여기서 "황혼 구역, 밤의 임계 아래 지역"에 위치한다. 텔레비전 픽션 시리즈 "트와일라잇 존"의 제목은 이것을 언급하면서, 원래의 시리즈 오프닝의 한 변종에서 "빛과 그림자, 과학과 미신 사이의 중간 지대"라고 설명한다. 이 이름은 햇빛이나 그림자가 지구 주위를 돌거나 후퇴하는 곳의 우주에서 관찰할 수 있는 실제 영역에서 유래한 것이다. 정오와 더 자주 자정은 리미널한 것으로 간주할 수 있으며, 오전과 오후 사이의 전환, 그리고 날짜 사이의 전환으로 간주할 수 있다.
한 해 안에, 리미널 시간은 낮과 밤의 길이가 같은 분기점과 낮이나 밤의 증가가 감소로 옮겨가는 분기점(춘분, 추분)을 포함한다. 이 "양적으로 무한한 현상의 질적 경계"는 연중 계절의 순환 변화를 나타낸다. 계절의 변화를 기념하기 위해 사분기(춘분 하지 추분 동지)가 열리는 곳에서는 사분기도 리미널이다. 새해 첫날은 점성술과 어떤 연관이 있든 없든 간에, 리미널한 시간이다. 점술과 같은 관습은 이러한 리미널 상태를 이용한다. 많은 문화에서, 첫 날의 행동과 행사가 그 해를 결정짓고, 첫 번째 손님과 같은 믿음으로 이어질 수 있다. 많은 문화권에서는 특히 이 시기를 유령들이 자주 출몰하는 시기로 간주한다. 즉, 살아 있지도 죽지도 않은, 리미널 존재들이다.

### 종교

#### 기독교 예배
리미널 존재는 신성한 시간을 차지하는 분리된 신성한 공간에 위치 할 수 있다. 성경의 예로는 야곱이 하늘과 땅 사이에서 하나님을 만나는 꿈 (창세기 28 : 12 ~ 19)과 이사야가 거룩의 성전에서 주님을 만나는 경우 (이사야 6 : 1 ~ 6)가 있다. 그러한 리미널 공간에서 개인은 하나님께서 자신의 지식을 그 사람에게 나누어 주시는 신성한 지식의 계시를 경험한다.
이러한 맥락에서 예배는 교회 공동체(또는 커뮤니타스 또는 코이노니아)가 공동으로 임계 공간에 들어가는 것으로 이해 될 수 있다. 종교적 상징과 음악은 기도, 노래 또는 전례 행위를 통한 순례로 묘사되는 이 과정에서 도움이 될 수 있다. 회중은 임계 공간에서 변형되고 그들이 나갈 때, 봉사하기 위해 세상으로 다시 보내진다.

### 존재
다양한 소수 집단이 임계로 간주 될 수 있다. 예를 들어, 실제로 불법 이민자 (현존하지만 "공식적"으로는 아님)와 무국적자는 "출신국과 정주국 사이, 사회의 일부이지만 때로는 완전히 통합되지는 않는다"는 이유로 리미널 존재로 간주된다.일부 현대 사회의 양성애자, 간성 및 트랜스젠더, 혼합된 민족성을 가진 사람들, 기소되었지만 아직 유죄 또는 무죄로 판단되지 않은 사람들도 리미널 존재로 간주 될 수 있다. 어린이도 성인도 아닌 십대는 리미널에 있는 사람이다. 정말로, "...젊은이에게 이런 종류의 리미널리티는 영구적인 현상이되었다... 포스트 모던의 리미널리티."
"마법사의 신화적 투영으로서의 신성한 영역과 비속한 영역 사이에 서있는 트릭스터"및 관련 원형은 많은 대중 문화 유명인사들과 같이 많은 모순을 구현한다. 이 범주는 가상적으로나 허구에서 사이보그, 두 종 간의 잡종, 형태 변이자를 포함 할 수 있다. 물개, 게, 도요 물떼새, 개구리, 박쥐, 돌고래 / 고래 및 기타 "경계 동물"을 리미널 동물로 간주 할 수도 있다. "야생 오리와 백조는 수중 활동과 공중비행과 지상활동을 결합한 중간자적 생물이다". 샤먼과 영적 안내자들은 또한 "이 세상과 다른 세상 사이의 중재자 역할을 하며, 그의 존재는 인간과 초자연 사이에 존재한다." 많은 사람들은 샤먼과 영적 지도자가 자연 세계에 대한 더 큰 이해와 연결을 가진 운명으로 태어난다고 믿는다. 따라서 그들은 종종 세계와 공통 사회 외부의 리미널 상태에 존재하는 사회의 경계에 살고 있다.

### 장소
리미널리티의 공간적 차원은 특정 장소, 더 큰 구역이나 지역, 또는 전체 국가와 더 큰 지역을 포함 할 수 있다. 임계 장소는 국경과 국경에서 사람이 살지 않는 땅과 분쟁 지역, 공항, 호텔, 욕실로가는 교차로에 이르기까지 다양하다. 사람들은 통과하지만 머무르거나 살지 않는 공간이다. 사회 학자 Eva Illouz는 "모든 로맨틱한 여행은 분리, 사회에서의 소외(주변화), 재결합의 세 단계를 상연한다."라고 주장한다.
신화와 종교 또는 난해한 전승에서 리미널리티에는 연옥 또는 다트(카발라에서 열 세피로트가 결합하는 곳)와 같은 영역이 포함될 수 있다.이 영역은 리미널리티를 의미 할뿐만 아니라 일부 신학자들이 실제로 존재하지 않는다는 사실을 부인하여 어떤 경우에는 이중 리미널리티로 만든다. "사이에 있음"은 이러한 공간을 정의한다. 호텔 직원 (내부자) 또는 무관심하게 지나가는 사람 (전체 외부인)에게 호텔은 매우 다른 내포된 의미를 갖는다. 거기에 머무르는 여행자에게 이 호텔은 "문과 창문, 복도와 게이트 프레임…"과 같이 리미널 장소 역할을 할 것이다.
더 관례 적으로, 샘, 동굴, 해안, 강, 화산 칼데라 — "사화산의 거대한 분화구 ... 초월의 또 다른 상징" — 시내, 통로, 교차로, 다리 및 습지가 모두 리미널이다. : " '가장자리', 합법적인 것과 불법적인 것 사이의 경계 또는 단층". 오이디푸스 (입양인이며 따라서, 리미널이다.)는 교차로에서 그의 아버지를 만나 그를 죽였다. 블루스 맨 로버트 존슨은 사거리에서 악마를 만났고 그곳에서 자신의 영혼을 팔았다고한다. 중대한 변화는 교차로와 다른 리미널 장소에서 발생하는데, 최소한 부분적으로는 리미널리티가-매우 불안정하기 때문에-난해한 지식에 접근하거나 양측을 이해할 수 있는 길을 열 수 있기 때문이다. 리미널리티는 신성하고 매력적이며 위험한 성질이다.
건축에서 한계 공간은 "한 목적지와 다음 목적지 사이의 물리적 공간"으로 정의된다. 이러한 공간의 일반적인 예로는 복도, 공항 및 거리가 있다.
현대 문화에서 리미노이드 프레임 워크를 통해 나이트 클럽 경험 (나이트 클럽에서 춤추기)을 보는 것은 "사회적 전복, 사회 구조에서 탈출, 선택권 행사를 위한 기회의 존재 또는 부재"를 강조한다.이것은 "쾌락적 공간에서 효과적으로 개선될 수 있는 것에 대한 통찰을 허용한다. 이러한 리미노이드 측면의 소비자 경험을 향상시키면 도피와 놀이에 대한 경험적 느낌이 높아져 소비자가 더 자유롭게 소비하도록 장려 할 수 있다".

### 민속
임계 공간에서만 죽일수 있었던 존재들에 대한 많은 민속이야기가 있다. 러이 라우 거페스는 낮이나 밤, 실내 나 실외, 말위에나 땅위에, 옷을 입거나 벗은 채로 죽일 수 없었다. 그는 한 발은 가마솥에, 다른 발은 염소에 걸친 채로 그물에 싸여 있으면서 황혼일 때에 공격받는다. 마찬가지로, 힌두교 텍스트 바가바타 푸라나에서 비슈누는 나라심하라는 반-사람 반-사자 형태로 등장한다. 낮이나 밤, 땅이나 공중에서 절대로 죽지 않는 힘을 얻은 악마 히라냐 카시푸는 맨손으로나 무기로나, 건물 안이나 밖에서나, 사람에게든 짐승에게든 죽지 않는다. 나라심하는 황혼 무렵, 그를 자기 무릎위에 두고서, 궁전 문지방에서 날카로운 발톱으로 히라냐 카시푸를 죽인다. 나라심하는 자신이 신이기 때문에 그 악마는 사람에게도 짐승에게도 죽지 않았다. 마하바라타에서 인드라는 Namuci와 브리트라를 젖거나 건조한 상태로, 낮이나 밤에 죽이지 않고, 대신에 거품으로 황혼에 그들을 죽이겠다고 약속한다.또 다른 예는 미야자키 하야오의 모노노케 히메에서 나온다. 숲의 영혼은 두 가지 형태를 전환하는 동안에만 죽일 수 있다.
큐피드와 프시케의 고전적인 이야기는 프시케의 캐릭터와 그녀가 경험 한 사건을 통해 보여지는 신화 속의 리미 널의 예이다. 그녀는 항상 인간이 되기에는 너무 아름답지만 여신이 아닌 것으로 여겨져 그녀의 한계 적 존재를 확립한다. Apuleius '버전에서 그녀의 죽음과의 결혼은 두 개의 고전적인 반 헤네프 의례인 결혼과 죽음을 차지한다. 프시케는 더 이상 처녀가 아니면서도 아내가 아니라서 세계 사이에서 살아가는 리미널 공간에 있다. 그 외에도 큐피드와 함께 살기 위해 불멸로의 전환은 그녀가 필사자에서 불멸로, 인간에서 여신으로 전환하는 임계-통과의례 역할을한다. 프시케가 앰브로시아를 마시고 그녀의 운명을 봉인하면 의식이 끝나고 이야기는 즐거운 결혼식과 큐피드와 프시케의 딸의 탄생으로 끝난다. 캐릭터 자체는 임계 공간에 존재하는 동시에 문턱을 새로운 존재 영역으로 넘어 가야하는 고전적인 통과 의례를 경험한다.

### 민족지학적 연구
민족지학적 연구에서, "연구자는 자신의 문화와 분리되어 있지만 연구대상 문화에 통합되지 않은 임계 상태에 있다."-그가 문화에 참여하고 문화를 관찰할 때이다. 연구자는 타인과의 관계에서 자신과 연구하는 문화에서 자신의 위치를 고려해야한다.
많은 경우, 연구중인 그룹에 더 많이 참여하면 문화 정보에 대한 접근성이 높아지고 문화 내 경험에 대한 그룹 내 이해가 높아질 수 있다. 그러나 참여가 증가하면 데이터 수집 및 분석에서 연구원의 역할이 모호해진다. 종종 "참가자"또는 "참여관찰자"로 현장 조사에 참여하는 연구원은 자신이 문화의 일부이면서도 연구자로서 문화와 분리 된 임계적인 상태에 있다. 연구원이 현장 관찰과 인터뷰를 해석하기 위해 자기 성찰을 사용하기 때문에이 사이에 존재하는 이 리미널 상태는 감정적이고 불편하다.
일부 학자들은 민족지학자들이 참여자 지위에 관계없이 임계 상태를 차지하면서 연구에 참여한다고 주장한다. 이 입장에 대한 정당화는 "인간 도구"로서의 연구원이 데이터를 기록하고 분석하는 과정에서 관찰에 참여한다는 것이다. 연구원은 종종 무의식적으로 관찰할 내용, 관찰 내용을 기록하는 방법 및 개인적인 기준점과 경험을 기반으로 관찰 내용을 해석하는 방법을 선택한다. 예를 들어, 기록 할 흥미로운 관찰을 선택하는 경우에도 연구원은 사용 가능한 데이터를 해석하고 가치를 평가해야한다. 문화와 관련하여 연구원의 임계 상태를 탐구하기 위한 자기 성찰과 인식은 연구원 편견과 해석을 드러내는 중요한 도구이다.

### 고등교육
많은 학생들에게 대학을 시작하는 과정은 임계적인 공간으로 볼 수 있다. 많은 학생들이 처음으로 집을 떠나는 동안, 그들은 종종 집과의 연결을 끊지 않고, 그들이 공부하는 마을이 아니라 출신지를 집으로 여긴다. 학생 오리엔테이션에는 종종 통과 의례 역할을하는 활동이 포함되어 대학의 시작을 중요한 기간으로 만든다. 이는 지역 사회와 학생 단체가 서로 다른 전통과 행동 규범을 유지하는 마을과 가운의 분할로 강화 될 수 있다. 이것은 많은 대학생들이 더 이상 학교 내 아동청소년으로 간주되지 않지만 아직 독립적인 성인의 지위를 얻지 못했음을 의미한다. 이것은 학생들이 의미를 제공하는 구조 내에서 새로운 정체성과 새로운 존재 방식을 시도 할 수 있는 안전 공간과 위험 감수가 균형을 이루는 환경을 형성한다.

### 대중문화에서

#### 소설과 이야기
척 팔라닉의 <랜트>는 시간 여행을 설명하는데 있어 리미널리티를 이용한다. A. S. 바이엇의 <소유>는 포스트모던 "문학 이론. 페미니즘...리미널리티. 문턱. 보루. 요새에 대한 것 "을 묘사한다. 트와일라잇(소설 시리즈)의 각 책 제목은 리미널한 시기를 뜻한다.(트와일라잇, 뉴문, 이클립스, 브레이킹 던) 솔 벨로의 "다양한 리미널리티 용례…<허공에 매달린 사나이>(1944)에서 "매달린 나날의 시작"에서 민간인 생활과 군대 사이에 정지된 시기를 포함한다.
샬럿 브론테의 <제인 에어>는 학생에서 교사, 여성으로의 문턱을 넘어 인생의 여러 단계를 거치는 주인공을 따라간다. 소설 전반에 걸친 그녀의 존재는 리미널한 인물이다. 그녀는 읽기 위해서 커다란 빨간 커튼 뒤에 몸을 숨겨 물리적으로 자신을 닫고 초우주의 영역에 존재할 때 처음으로 볼 수 있다. Gateshead에서, 제인은 가족의 외부로 떨어져 그녀가 속하지도 않으면서도 완전히 내버려지지도 않는 리미널 공간에 그녀를 가두는 것으로 보여진다. 제인의 존재는 여성, 고아, 어린이, 희생자, 범죄자, 순례자라는 것이 무엇을 의미하는지에 대한 일반적 믿음을 초월하고 역설적으로 나타나며, 그녀는 자신의 과거에서 찢어지고 어떤 특정한 미래를 부인하면서 자신의 서사를 만든다. 일련의 위기에 직면한 제인의 상황은 사회적 구조에 의문을 제기하고 제인이 진보하거나 철회하도록 한다; 이것은 구조와 리미널리티의 서사적 역동성을 생성한다(빅터 터너에 의해 만들어진것과 같이).

#### 연극
톰 스토파드의 희곡 <로젠크란츠와 길덴스턴은 죽었다>는 일종의 무인도와 햄릿의 실제 설정 모두를 무대로 한다. "셰익스피어의 희곡 햄릿은 여러 면에서 지속적인 리미널리티에 대한 에세이다... 햄릿은 완전한 리미널리티 상태를 통해서만 마침내 앞으로 나아갈 길을 볼 수 있다."
사무엘 베케트의 <고도를 기다리며> 극에서 두 남자는 텅 빈 무대 위를 쉴 새 없이 돌아다닌다. 그들은 희망과 절망 사이를 오간다. 때때로 한 사람은 그들이 기다리고 있다는 것을 잊어버리고 다른 한 사람은 그에게 "우리는 고도를 기다리고 있다."라고 상기시킨다. '고도'의 정체는 한 번도 밝혀지지 않았고, 남자들은 고도의 정체를 모를 수도 있다. 남자들은 텅 빈 무대를 배회하며 기다림에 따라 정신을 가다듬고 있다.

#### 영화 및 TV 프로그램
<터미널>(2004)은 주인공(빅토르 나보르스키)이 리미널 공간에 갇힌 미국 영화이다. 법적으로 고국인 크라코지아로 돌아갈 수도, 미국에 입국할 수도 없기 때문에 영화가 끝날 때까지 공항 터미널에 무기한 머물러야 한다. 또 다른 예는 미야자키 하야오의 <모노노케 히메>에서 찾아볼 수 있다. 숲의 정령은 두 가지 형태를 전환하는 동안에만 죽일 수 있다.

#### 사진과 인터넷 문화

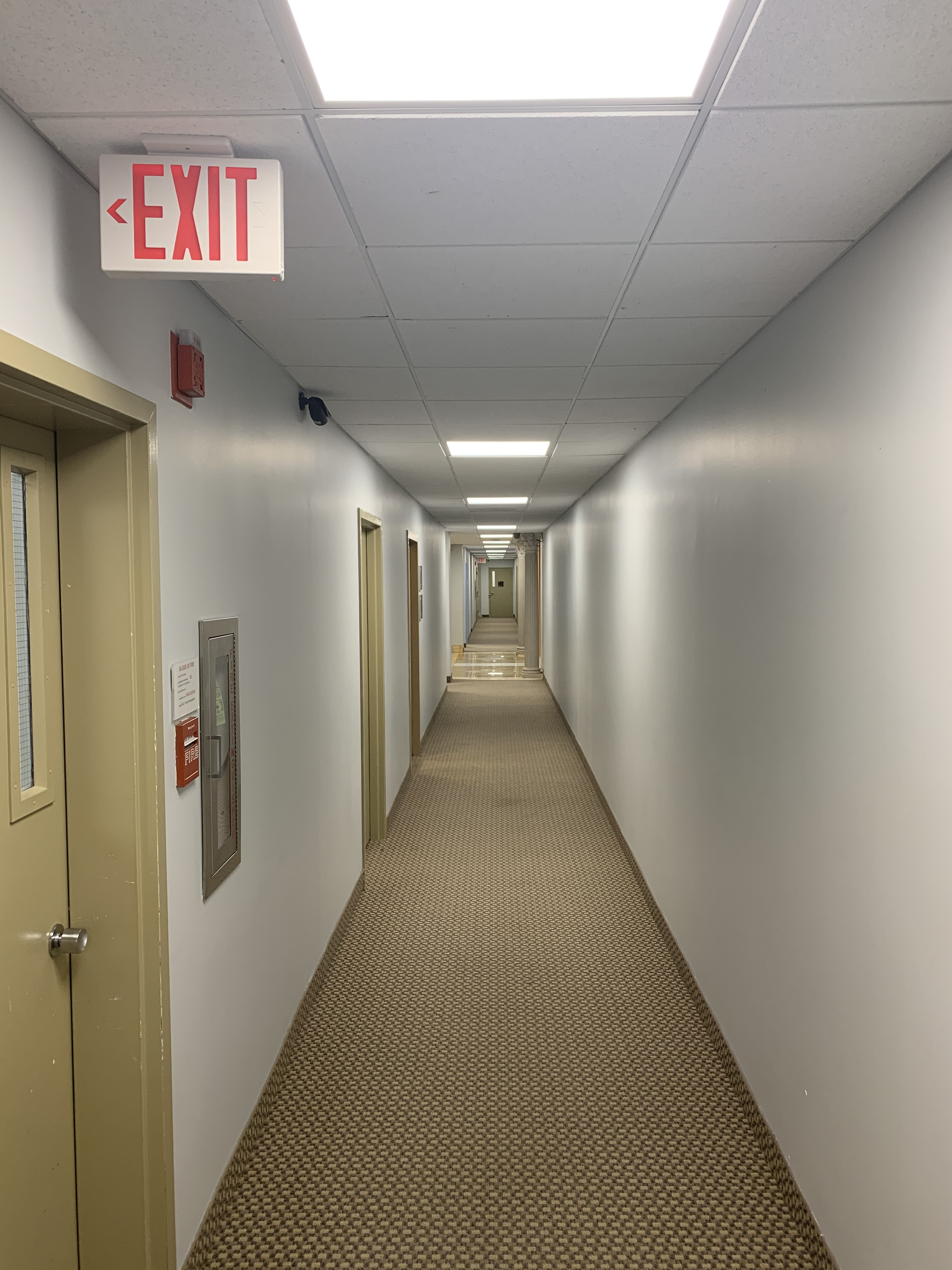

2010년대 후반 온라인 사진 커뮤니티의 트렌드는 "향수, 길을 잃은, 불확실성의 감각"을 전달하려는 의도로 리미널 공간을 이미징하는 것이었다.
이 현상은 2019년부터 미디어의 주목을 받았고, 같은 해 4chan의 /x/게시판(초자연적 현상 게시판)에 올려진 크리피파스타가 입소문을 타면서 시작되었다. 그 크리피파스타는 노란 카펫과 벽지가 깔린 복도의 이미지를 보여줬고, "실제 생활에서 경계를 벗어나면(Noclip mode)" 복도의 텅 빈 황무지인 "백룸"에 들어갈 수 있다고 주장하는 설명이 있다. 그곳에는 "낡고 축축한 카펫, 황갈색의 광기, 최고로 크게 윙윙거리는 형광등의 끝없는 배경 소음, 그리고 갇히게 될 무작위로 분할된 약 6억 평방 마일의 빈 방" 말고는 아무것도 없다. 그 이후로 "무언가가 옳지 않다는 느낌"을 주는 사진 목록인 "리미널 스페이스(liminal spaces)"라는 제목의 인기 하위 레딧은 250,000명이 넘는 팔로워를 확보했다. 편집을 거친 리미널 공간의 이미지는 공간 자체가 리미널이라는 느낌을 일으키며, 이러한 소름 끼치는 편집은 현실과 비현실 사이의 간극으로 미끄러질 수 있는 장소를 암시한다.

#### 음악과 다른 미디어
사진과 마찬가지로 liminal space를 검색하면 많은 영상물들을 접할 수 있다. 주로 리미널 공간의 사진들과 음악으로 weirdcore, Dreamcore, Autophobia, Claustrophobia, Strangely Familiar 등의 단어와 연관된다.

## 리미노이드 경험
1974년에 빅터 터너는 리미노이드( "형태 또는 모양"을 의미하는 그리스어 eidos에서 유래)라는 용어를 만들어 리미널 경험의 특성을 가지고 있지만 선택 사항이며 개인적인 위기의 해결을 포함하지 않는 경험을 지칭한다. 리미널 사건과는 달리, 리미노이드 경험은 조건적이며 지위의 변화를 초래하지 않고 단지 시간의 과도기적 순간 역할을 한다. 리미널은 사회의 일부이며, 사회적 또는 종교적 의식의 한 측면인 반면에 리미노이드는 사회로부터의 단절이며, "놀이"또는 "연극"의 일부이다. 산업화의 증가와 일과는 별개로 허용되는 놀이의 형태인 여가의 출현으로, 리미노이드 경험은 리미널 의식보다 훨씬 더 보편적인 것이 되었다. 이러한 현대 사회에서 의식(의례)은 감소하고 록 콘서트 및 기타 리미노이드 체험에 참석하는 것과 같은 "유사하지만 세속적인 현상에 대한 '리미노이드'의식의 개념을 주조"한다.
리미노이드 경험에 대한 대가로써 리미널 단계의 퇴색은, 부족 및 농업에서 현대 및 산업으로의 문화 변화로 표현된다. 이러한 사회에서는 일과 놀이가 완전히 분리되어있는 반면, 더 오래된 사회에서는 거의 구별 할 수 없었다. 과거의 놀이는 다산, 풍요로움, 특정 한계 단계의 통과를 촉진하기 위해 상징적인 제스처와 의식을 통해 일의 본질과 결합되었다. 따라서 일과 놀이는 분리 할 수 없으며 종종 사회적 의례에 의존한다.  예를 들면 체로키와 마야의 수수께끼, 사기꾼 이야기, 신성한 공 게임, 농담하는 관계에서 장난스러움의 요소를 유지하면서 리미널 상황에서 일의 거룩한 목적에 봉사하는 것이 있다.
과거에 의식과 신화는 거룩하고 종종 상징적인 목적을 위해 봉사하는 공동 작업에만 전적으로 연결되어있었다. 의식은 성인식, 계절 축하 등의 형태로 열렸다. 산업화는 일과 신성한 것 사이의 끈을 끊고 "일"과 "놀이"를 거의 교차하지 않는 별도의 상자에 넣었다.산업 사회에서 리미널에서 리미노이드로의 전환에 관한 유명한 에세이에서 Turner는 이 분파에 대해 두 가지로 설명한다. 첫째, 사회는 집단 의식적 의무에 관한 활동에서 벗어나 공동체보다 개인에 더 중점을 두기 시작했다. 이로 인해 일과 여가와 같은 많은 활동이 선택 사항이 되면서 더 많은 활동을 선택하게 되었다. 둘째, 생계를 유지하기 위해 한 일이 다른 활동과 완전히 분리되어 "더 이상 자연스럽지 않고 자의적"이 되었다. 간단히 말하면, 산업 혁명은 과거 사회에는 없었던 자유 시간을 가져다주고 리미노이드 경험이 존재할 수 있는 공간을 만들었다.

### 리미노이드 경험의 사례

#### 스포츠
올림픽, NFL 미식축구 경기, 하키 경기와 같은 스포츠 행사는 일종의 리미노이드 경험이다. 그것은 관객과 참가자를 사회 규범 밖의 중간 장소에 두는 선택적인 여가 활동이다. 스포츠 경기는 또한 팬들 사이에 공동체 의식을 형성하고 참여하는 사람들의 집단 정신을 강화한다. 홈커밍 축구 경기, 체조 경기, 현대 야구 경기 및 수영 경기는 모두 리미노이드 자격을 갖추고 계절 일정을 따른다. 따라서 스포츠의 흐름은 순환적이고 예측 가능하게 되어 리미널 성질을 강화한다.

#### 상업비행
한 학자인 알렉산드라 머피(Alexandra Murphy)는 비행기 여행이 본질적으로 리미노이드(liminoid)라고 주장해왔다. 하늘에 매달려 여기도 저기도 아닌, 시간과 공간의 문턱을 넘어, 비행의 경험을 이해하는 것은 어렵다. 머피는 비행이 우리의 존재를 고성소적 공간으로 이동시킨다고 가정한다. 여기에서 모든 움직임은 항공 여행이 현실과의 분리가 아니라 현실의 반영이라는 확신을 주기 위한 일련의 문화 공연으로 받아들여진다.

## 같이 보기
- 양성성
- 바르도
- 인지부조화
- 임계점(열역학)
- 고성소
- 리미널 존재
- 한계상황
- 상전이
- 통과의례
- 성전환
- 개체